# Vöhrenbach
Vöhrenbach là một xã ở huyện Schwarzwald-Baar, trong bang Baden-Württemberg, nước Đức. Đô thị này nằm bên sông Breg, 12 km về phía tây Villingen-Schwenningen.